# ORP Puck
ORP Puck – okręt polskiej Marynarki Wojennej, kuter rakietowy radzieckiego projektu 205 (według nomenklatury NATO: typ Osa I). Nosił numer burtowy 427.

## Historia
Został zbudowany w Stoczni Rzecznej w Rybińsku na terenie byłego Związku Socjalistycznych Republik Radzieckich. Był siódmym z trzynastu okrętów tego typu służących w Polsce. Miał numer burtowy 427, a imię nosił od miasta Pucka. Do służby w 3 dywizjonie kutrów torpedowych 3 Brygady Kutrów Torpedowych w Gdyni wszedł 30 października 1967 roku. Od 1971 roku znajdował się kolejno w składzie 1 dywizjonu Kutrów Rakietowo-Torpedowych, 1 dywizjonu Okrętów Rakietowych i 31 dywizjonu Okrętów Rakietowych w 3 Flotylli Okrętów w Gdyni. W czerwcu 1975 roku okręt wziął udział w ćwiczeniach o kryptonimie Posejdon-75. W dniach 4–26 maja 1983 roku okręt wziął udział w wielkich ćwiczeniach sił Marynarki Wojennej o kryptonimie Reda-83. Został skreślony z listy floty 31 stycznia 2003 roku, a ostatni raz opuścił banderę 7 lutego 2003 roku. 
W polskiej służbie przebył 49 442 mil morskich i wystrzelono z niego siedem rakiet P-15/P-15U.

### Dowódcy
Lista dowódców:
- kpt. mar. Stanisław Janeczek
- por. mar. Włodzimierz Przekwas
- por. mar. Zdzisław Nowakowski
- kpt. mar. Zdzisław Wiśniewski
- por. mar. Marian Chała
- por. mar. Mirosław Sołtysiak
- por. mar. Jarosław Kukliński
- kpt. mar. Tomasz Czapczyński.

## Dane taktyczno-techniczne
- Wyporność
  - standardowa: 171,0 t
  - maksymalna: 220,5 t
- Długość: 38,5 m
- Szerokość: 7,6 m
- Prędkość maksymalna: 40 w
- Zasięg: 800 Mm
- Autonomiczność: 5 dób
- Załoga: 30 osób